# Torsten Bell
Torsten Henricson-Bell, né en septembre 1982 dans le quartier de Greenwich à Londres, est un homme politique, économiste, auteur et chroniqueur de journal britannique, membre du Parti travailliste.
Il est député de Swansea West depuis 2024. Auparavant, il est directeur général de la Resolution Foundation, un groupe de réflexion économique, de 2015 à 2024. Il est nommé à la Resolution Foundation en 2015 après avoir été directeur de la politique d'Ed Miliband et fonctionnaire du Trésor devenu conseiller spécial d'Alistair Darling pendant la crise financière de 2007-2008.

## Jeunesse et éducation
La mère de Bell, Clem Henricson, est analyste politique et activiste, et son père Bill Bell, universitaire et défenseur des droits des enfants. Son frère jumeau, Olaf, est un fonctionnaire diplômé de Cambridge.
Bell étudie la philosophie, la politique et l'économie au Mansfield College d'Oxford. À Oxford, il est rédacteur en chef du journal étudiant Cherwell.

## Début de carrière
Depuis 2017, il écrit une chronique dans The Observer intitulée Hidden Gems from the World of Research.
Bell écrit régulièrement sur la pauvreté et les inégalités au Royaume-Uni, sur la fracture Nord-Sud en Angleterre et sur la politique de nivellement par le haut du gouvernement britannique. Il décrit le mini-budget britannique de septembre 2022 comme « la plus grande erreur de politique économique non forcée de ma vie ».
Bell est associé à la coordination des développements politiques du Parti travailliste. Il est reconnu par diverses factions du parti pour son souci du détail.
En novembre 2022, Bell est nommé professeur honoraire au Policy Lab de l'UCL.
En septembre 2023, Bell est nommé dixième personnalité de gauche la plus puissante du Royaume-Uni par le New Statesman.

## Carrière parlementaire
En mai 2024, Bell est sélectionné comme candidat du Parti travailliste pour le siège de Swansea West aux élections générales de 2024, ce qui suscite des critiques de la part des membres locaux pour son « absence de lien » avec la région. Malgré cela, en juillet 2024, Bell est élu député de la circonscription de Swansea Ouest, avec 41,4 % des voix et une majorité de 8 515 voix.
Depuis juillet 2024, Bell est secrétaire parlementaire privé au sein du Cabinet Office. Il devient sous-secrétaire d’État aux Retraites en janvier 2025.